# Обильный (Оренбургская область)
Оби́льный — посёлок в Адамовском районе Оренбургской области. Административный центр Обильновского сельсовета.

## История
В 1966 году указом Президиума Верховного Совета РСФСР посёлок центральной усадьбы совхоза «Обильный» переименован в Обильный.

## Население
| 2010 |
| ---- |
| 682  |

## Улицы
| - ул. Молодёжная, - ул. Набережная, - ул. Орская, | - пер. Почтовый, - ул. Советская, - ул. Солнечная, | - пер. Степной, - ул. Целинная, - ул. Южная. |